# King Curtis
Pour les articles homonymes, voir Curtis.
Curtis Ousley (7 février 1934 à Fort Worth au Texas, 13 août 1971 à New York), qui a joué sous le nom de King Curtis, est un saxophoniste ténor, alto et soprano américain qui a joué du jazz, du R&B et de la soul.

## Biographie
Élevé par ses parents adoptifs à Mansfield au Texas, il apprend le saxophone alto à l'âge de 12 ans. Il se met au saxophone ténor avec l'orchestre de son collège, et se lance ensuite dans des études musicales.
Lors d'un passage de Lionel Hampton dans sa ville, King Curtis est engagé dans son orchestre, avec lequel il part à New York en 1953. Il s'y produit dans des formations de jazz (dont un trio avec Horace Silver en 1954).
À la fin des années 1950, il joue sur le label Atco (de Atlantic Records), et se retrouve ainsi accompagnant sur disque des artistes comme Chuck Willis, Clyde McPhatter ou les Coasters. Il signe finalement un contrat d'artiste sur le label Prestige, où il sort de 60 à 61 plusieurs albums jazz et R&B, dont deux avec Nat Adderley et Wynton Kelly.

### Premiers succès
Son premier succès est Soul Twist en 1962, enregistré chez Enjoy Records sous le nom de King Curtis & The Noble Knights. Il part cette même année en tournée avec Sam Cooke, à la tête du groupe Soul Inc.; à cette occasion il participera à l'enregistrement du Live at the Harlem Square Club.
En 1963, il signe chez Capitol Records, où il enregistre une année plus tard son deuxième succès, Soul Serenade. Il retournera ensuite chez Atlantic, où il restera jusqu'à sa mort.

### Après 1967
L'année 1967 est un tournant dans sa carrière. Deux de ses singles se classent 6e des R&B charts (Memphis Soul Stew et Ode to Billie Joe). Il se met à diriger des séances d'enregistrement, produit avec Jerry Wexler, puis bientôt seul. Il devient également directeur musical de Aretha Franklin, aidé des Kingpins, son équipe de travail (généralement composée de Richard Tee, Cornell Dupree, Jerry Jemmott et Bernard Purdie).
Sa notoriété est alors faite. Il est invité dans bon nombre de festivals, et se produit dans des lieux tels que le Fillmore West et le Fillmore East. Des musiciens comme Duane Allman ou Billy Preston travaillent sur ses albums.
En 1971, alors que sa carrière est à son point culminant, qu'il travaille sur l'album Imagine de John Lennon et qu'il commence une production pour Freddie King, il est assassiné le 13 août à coups de couteaux au cours d'une altercation avec des dealers devant son immeuble du West 86th Street à New York.

## Discographie partielle
- 1959 The Good Old Fifties
- 1959 Have Tenor Sax, Will Blow
- 1960 Azure
- 1960 king soul
- 1960 Soul Meeting
- 1961 Party Time
- 1961 Trouble In Mind
- 1961 Old Gold
- 1961 Night Train
- 1962 Doin' the Dixie Twist
- 1962 Country Soul
- 1962 king curtis & the Noble Knights - soul twist
- 1962 Soul Twist and Other Golden Classics
- 1962 It's Party Time
- 1962 The best of
- 1964 Soul Serenade
- 1965 Plays Hits Made by Sam Cooke
- 1966 That Lovin' Feeling
- 1966 Live At Small's Paradise
- 1967 play Great Memphis Hits
- 1967 king curtis and the kingpins - King size Soul
- 1968 Sweet Soul
- 1968 king curtis and the shirelles - Eternally, Soul
- 1970 Everybody Talkin
- 1970 get ready
- 1971 Live at Filmore West - live
- 1971 Blues a Montreux
- 1972 mr Soul
- 1972 Soul Time
- 1985 Live In New York
- 1994 Instant Soul - The legendary King Curtis - compilation
- 2006 Memphis Soul Stew
- 2007 The Platinum Collection

## Sources
- King Curtis sur Allmusic
- soulmen.net